# إيفان هوفمان
إيفان هوفمان (بالإنجليزية: Evan Huffman)‏ هو دراج أمريكي، ولد في 7 يناير 1990 في El Dorado Hills, California ‏ في الولايات المتحدة.

## وصلات خارجية
- إيفان هوفمان على موقع الاتحاد الدولي للدراجات (الإنجليزية)
- إيفان هوفمان على موقع أرشيف الدراجات (الإنجليزية)
- إيفان هوفمان على موقع إحصائيات الدراجات الإحترافية (الإنجليزية)
- إيفان هوفمان على موقع نسبة الدراجات (الإنجليزية)